# Коропье
Коро́пье (укр. Короп'є) — село в Козелецком районе Черниговской области Украины. Население 711 человек. Занимает площадь 3,024 км².
Код КОАТУУ: 7422083601. Почтовый индекс: 17022. Телефонный код: +380 4646.

## Власть
Орган местного самоуправления — Коропьевский сельский совет. Почтовый адрес: 17023, Черниговская обл., Козелецкий р-н, с. Коропье, ул. Ленина, 87.